# 1923 în literatură
Anul 1923 în literatură a implicat o serie de noi cărți semnificative. 

## Cărți noi
- Sherwood Anderson - Many Marriages
- Arnold Bennett - Riceyman Steps
- Max Brand - Seven Trails
- Edgar Rice Burroughs - Tarzan and the Golden Lion
- Hall Caine - The Woman of Knockaloe
- Willa Cather - A Lost Lady
- Agatha Christie - The Murder on the Links
- Colette - Le Blé en herbe
- Joseph Conrad - The Rover
- Marie Corelli - Love and the Philosopher
- Zona Gale - Faint Perfume
- Peter Anderson Graham - The Collapse of Homo Sapiens
- Jaroslav Hašek - The Good Soldier Švejk
- Ernest Hemingway - Three Stories and Ten Poems
- Georgette Heyer - The Great Roxhythe
- Aldous Huxley - Antic Hay
- D. H. Lawrence - Kangaroo
- Hugh Lofting - The Voyages of Doctor Dolittle
- Felix Salten - Bambi, A Life in the Woods
- Dorothy L. Sayers - Whose Body?
- James Stephens - Deirdre
- Wallace Stevens - Harmonium
- Italo Svevo - La Coscienza di Zeno
- Alexei Tolstoy - Aelita
- Jean Toomer - Cane
- H. G. Wells - Men Like Gods
- Margaret Wilson -The Able McLaughlins
- P. G. Wodehouse
  - The Inimitable Jeeves
  - Leave It to Psmith

## Premii
- Premiul Nobel pentru Literatură: